# Península d'Alaska

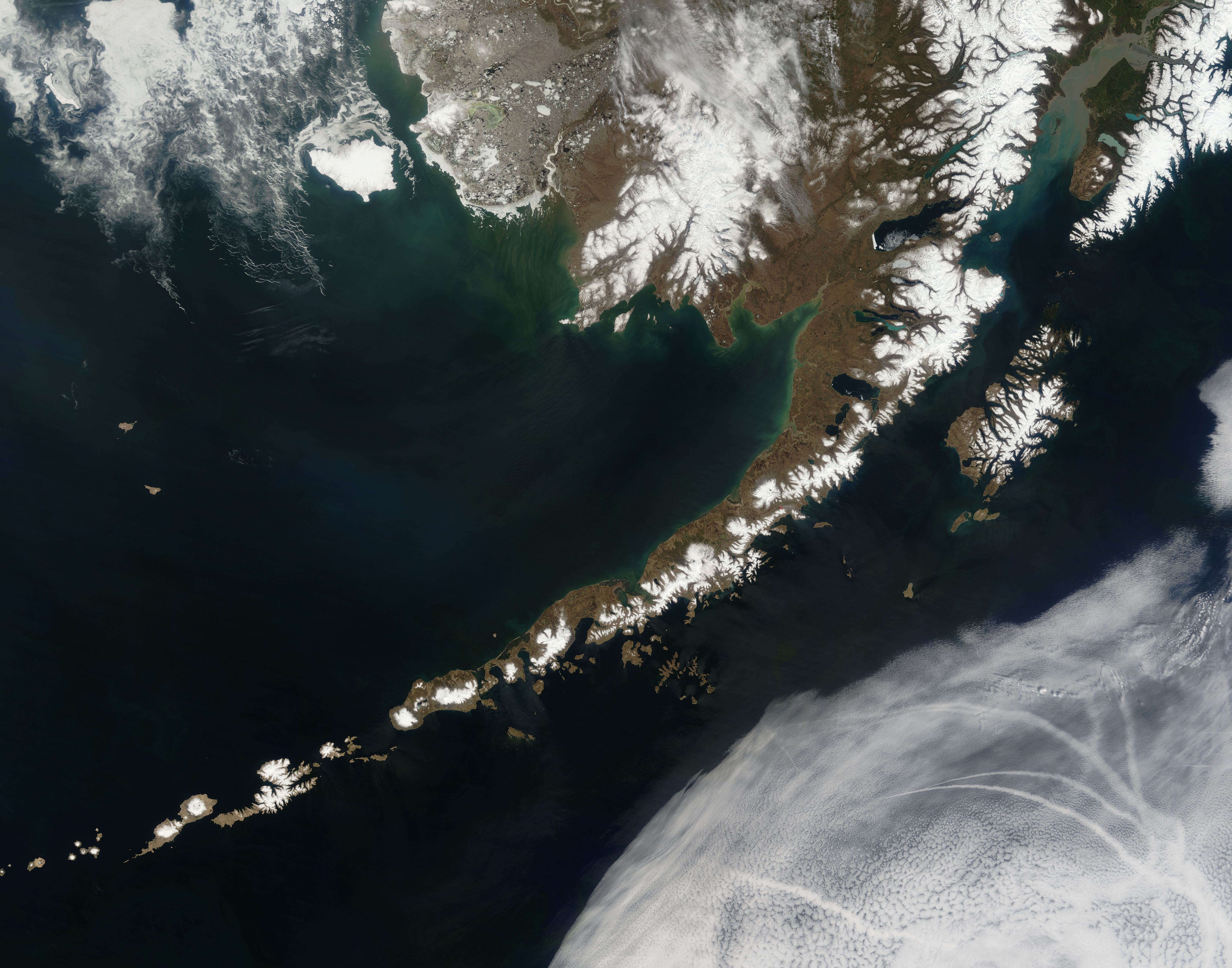
La península d'Alaska vista des del satèl·lit.

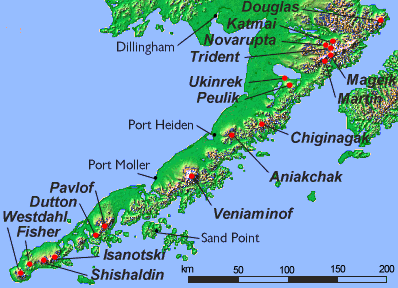
Volcans de la Península d'Alaska.

La Península d'Alaska és una península que s'allarga uns 800 km al sud-oest d'Alaska, al nord-oest d'Amèrica. Les illes Aleutianes en constitueixen una perllongació orogràfica, i, juntament amb elles separen l'oceà Pacífic de la badia de Bristol, un braç del mar de Bering.

## Geografia
La península està vertebrada per la serra Aleutiana, una cadena muntanyosa plena de volcans actius. S'hi troben diverosos parcs nacionals i reserves faunístiques, entre d'altres el Katmai National Park and Preserve, l'Aniakchak National Monument and Preserve el Becharof National Wildlife Refuge l'Alaska Peninsula National Wildlife Refuge i l'Izembek National Wildlife Refuge.
La part més meridional de la península d'Alaska té un relleu accidentat i muntanyós, creat per l'aixecament tectònic de la placa del Pacífic Nord enfonsant-se sota una secció occidental de la placa nord-americana; mentre que la costa septentrional de la península és generalment plana i amb maresmes, fruit de mil·lennis d'erosió i estabilitat sísmica. A més la costa nord presenta aigües tèrboles, pendents de platja petits i grans recorregut de marea; mentre que la costat sud té poc rang mareal, costes abruptes i aigües clares.

## Geologia
La península d'Alaska està composta per roques sedimentàries, ígnies i metamòrfiques menors de finals del Paleozoic al Quaternari que registren la història de diversos arcs magmàtics. Aquests arcs magmàtics són un arc insular sense nom del Triàsic tardà i del Juràsic primerenc, l'arc Meshik del Cenozoic primerenc i l'arc Aleutià del Cenozoic tardà. També es troba en la península d'Alaska una de les seccions sedimentàries marines no metamorfosades i fosilíferes més completes que es coneixen. Fins a 8.500 m de secció de roques sedimentàries mesozoiques registren el creixement i l'erosió de l'arc insular del primer Juràsic.
Una seqüència de roques sedimentàries terciàries més prima, però encara gruixuda (fins a 5.400 m), predominantment continental, se superposa a la secció mesozoica. Una breu regressió a principis del Terciari en la península d'Alaska i el plutonisme granodiorític a les illes Shumagin, Semidi i Sanak van ser seguits per la deposició d'estrats clàstics fluvials i marins menors. A això li va seguir la deposició d'estrats clàstics marins transgressius i l'inici de l'arc de Meshik, mostrat per un vessament areal extens de roques volcàniques i volcaniclástiques i enderrocs entre l'Eocè tardà i el Miocè primerenc. El Miocè tardà va estar marcat per una altra breu transgressió i una compressió dirigida del nord-oest al sud-est, seguida d'un nou vulcanisme i plutonisme que va iniciar el modern arc magmàtic de les Aleutianes.
Els extensos dipòsits glacials i glaciomarins de finals del Plistocè creen una extensa província fisiogràfica de terres baixes en el costat nord-oest de la península d'Alaska i uneixen masses muntanyenques aïllades a la península d'Alaska en el sud-oest. Múltiples volcans actius i pics volcànics dominen l'horitzó de la península d'Alaska i representen la continuació de l'activitat magmàtica que ha format l'arc de les Aleutianes des de finals del Miocè.
La península d'Alaska ha tingut una història llarga i complexa des del Paleozoic. Les roques del Paleozoic i del Mesozoic que constitueixen gran part de la Península d'Alaska es denominen terrana de la Península d'Alaska. Utilitzant el concepte de subterranis, es divideix la terra en dos subterranis diferents però relacionats tectònicament: els subterranis de Chignik i Iliamna, que comparteixen una història geològica comuna limitada. El subterrani d'Iliamna ha servit en la majoria de les ocasions com a zona d'origen del subterrani de Chignik; no obstant això, algunes unitats rocoses són comunes entre els subterranis. Els subterranis d'Iliamna i Chignik estan parcialment separats pel sistema de falles de Bruin Bay. El subterrani d'Iliamna es compon de roques sedimentàries i volcàniques marines del Mesozoic primerenc moderadament deformades i d'esquist, gneis i marbre d'edat paleozoica i mesozoica, així com de roques plutòniques del batòlit de la serralada d'Alaska-Aleutiena. Les roques sedimentàries clàstiques poc deformades, d'origen marí i continental, que van des del Permià fins al Cretàcic més recent, són característiques de la subterrània de Chignik. No obstant això, les roques marines profundes, volcaniclástiques i calcàries formen components importants de les roques més antigues de la subterrània.
Els dos nivells de la península d'Alaska es caracteritzen per estils estructurals i metamòrfics radicalment diferents. Les roques no plutòniques d'Iliamna es caracteritzen pel metamorfisme fins al grau de fàcies de anfibolita i l'intens plegament. A Chignik, l'estil estructural està dominat per grans estructures anticlinals obertes i en graó, falles normals i falles inverses d'embranzida i de gran angle que tenen un desplaçament menor en direcció nord-oest-sud-est. A les illes Shumagin exteriors i Sanak, les roques assignades a Chugach es caracteritzen estructuralment per plecs atapeïts, generalment de tendència nord-est. Els cabussaments en aquestes roques tendeixen a ser pronunciats, rarament inferiors a 35°, i els llits bolcats són localment comuns.
Els límits que separen la península d'Alaska d'altres terres són normalment indistints o estan mal definits. S'han definit alguns límits en falles importants, encara que les extensions d'aquestes falles són especulatives en algunes zones. El costat occidental de la Península d'Alaska està cobert per roques sedimentàries i volcàniques terciàries i dipòsits quaternaris.

### Administració

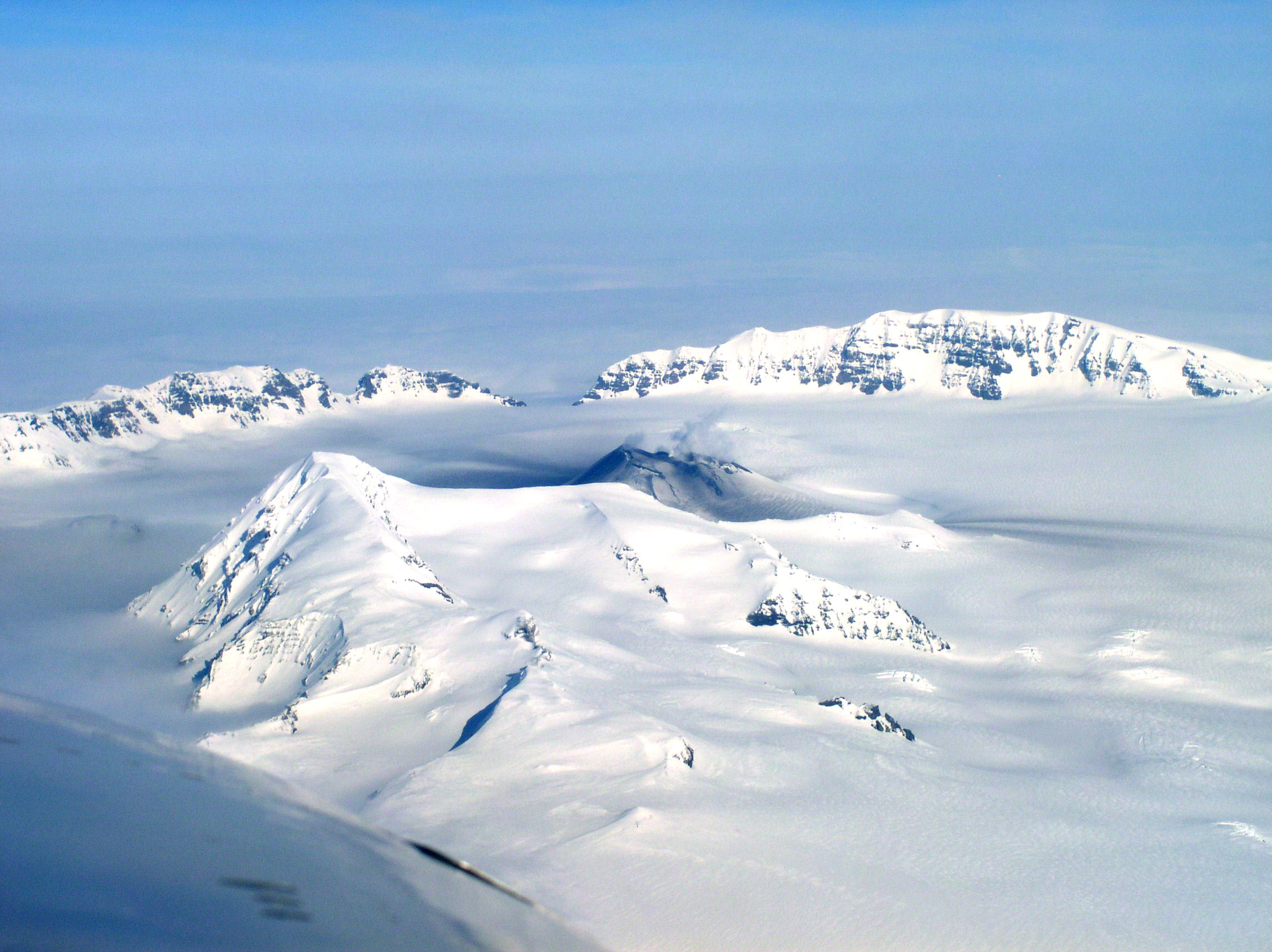
Caldera del mont Veniaminof, a la Península d'Alaska.

Tota la península és organitzada en quatre boroughs: el borough Aleutians East, el borough de Bristol Bay, el borough de l'illa Kodiak i el borough Lake and Peninsula. Aquest darrer inclou la major part del territori de la península.

### Clima
La mitjana de precipitació anual oscil·la entre els 610 i els 1.650 mm. Les àrees costaneres estan subjectes a fortes tempestes, vent i pluja. Les temperatures hivernals oscil·len entre els −11 °C i 1 °C, mentre que a l'estiu se situen entre els 6 °C i els 15°. Les gelades poden tenir lloc en qualsevol moment de l'any en punts elevats. El clima és comparable al que tenen a les illes Aleutianes, Islàndia i la Terra del Foc.

## Flora i fauna

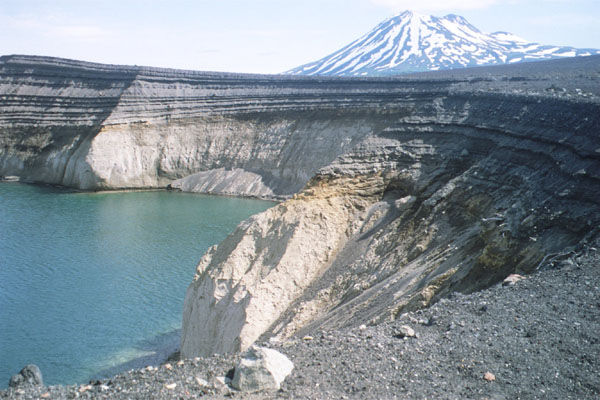
Volcà Peulik i Ukinrek Maars

La península d'Alaska és la llar d'algunes de les poblacions més grans de fauna salvatge dels Estats Units. A banda de les famoses poblacions d'ós bru al riu McNeil i a Katmai, grans ramats de caribús, ants, llops i aus aquàtiques habiten la zona. Els ossos a la península i a la badia de Bristol són tan nombrosos perquè s'alimenten de la principal població de salmó vermell (Oncorhynchus nerka) del món. Aquests salmons, després de tornar de la seva curta vida al mar, neden fins als llacs pels nombrosos rierols de la zona a pondre els ous. Les seves cries passen l'hivern a les profunditats dels llacs aprofitant el nombrós menjar, fins a la seva migració al mar en un o dos anys.
Excepcionalment hi ha grans colònies d'aus marines al llarg de la costa.
L'agrest meitat sud de la península, i l'arxipèlag Kodiak, que es troba davant la costa sud de la península, són la llar de molts ossos, i constitueixen la taigà montana de la península d'Alaska, una ecoregió que acull nombroses àrees protegides, com el Parc Nacional de Katmai.

## Demografia
A més de les comunitats de la costa de la badia de Bristol, la península d'Alaska també acull nombrosos pobles: Cold Bay, King Cove, Perryville, Chignik, Chignik Lake, Chignik Lagoon i Port Moller. Totes aquestes poblacions estan habitades principalment per natius d'Alaska, els quals depenen de la pesca per al seu manteniment.

## Història
Milers d'anys abans que l'explorador danès Vitus Bering arribés a Alaska el 1741, els pobles tlingit i haida vivien en la zona costanera del sud i el sud-est; el poble unangax (aleut) a les Illes Aleutianes i la península occidental d'Alaska; els inuit i yupiit (yupik) a la costa de Bering i l'oceà Àrtic; i diversos pobles de parla athabaskana a l'interior.
El 1725, l'emperador Pere el Gran va convocar una altra expedició. Com a part de la segona expedició a Kamchatka de 1733-1743, el Sv Petr sota el comandament del danès Vitus Bering i el Sv Pavel sota el comandament del rus Aleksei Txírikov van salpar del port de Petropàvlovsk-Kamtxatski al juny de 1741. Aviat es van separar, però cadascun va continuar navegant cap a l'est.
El 15 de juliol, Txírikov va albirar terra, probablement el costat oest de l'Illa del Príncep de Gal·les en el sud-est d'Alaska. Va enviar a un grup d'homes a terra en una llanxa, convertint-los en els primers europeus a desembarcar en la costa nord-oest d'Amèrica del Nord.
Aproximadament el 16 de juliol, Bering i la tripulació del Sv Petr van albirar el Mont Saint Elias d'Alaska; poc després es van dirigir cap a l'oest, cap a Rússia. Mentrestant, Chirikov i el Sv Pavel van tornar a Rússia a l'octubre amb notícies de la terra que havien trobat.
Al novembre, el vaixell de Bering va naufragar a l'Illa de Bering. Allí Bering va emmalaltir i va morir, i els forts vents van fer trossos al Sv Petr. Després que la tripulació encallada passés l'hivern a l'illa, els supervivents van construir un vaixell amb les restes del naufragi i van salpar cap a Rússia a l'agost de 1742. La tripulació de Bering va arribar a la costa de Kamchatka en 1742, portant la notícia de l'expedició. La gran qualitat de les pells de llúdria marina que van portar va provocar l'assentament rus a Alaska.
La Companyia Russo-Americana va portar els primers missioners cristians a Alaska; un dels més famosos va ser Innocenci Veniaminov, que es va convertir en el Metropolità Innocenci de Moscou i va ser posteriorment canonitzat. L'Església Ortodoxa Russa va convertir al cristianisme a molts nadius d'Alaska i avui té la seva catedral principal a Anchorage. Altres esglésies ortodoxes destacades estan en Unalaska i Sitka. En Kodiak es troba un dels pocs seminaris ortodoxos russos dels Estats Units. A Alaska també hi ha adeptes a pràcticament totes les altres confessions cristianes. La majoria dels habitants de l'interior d'Alaska són catòlics o episcopals. L'estat també compta amb comunitats més petites de jueus i seguidors d'altres confessions. Les creences tradicionals, conegudes com a xamanisme, continuen existint sense entrar en conflicte amb altres confessions.